# Меко непце
Меко непце (лат. pallatum mole) је структура која се наставља на тврдо непце и гради покретну преграду између усне дупље и носног дела ждрела. У мировању је постављено косо наниже и уназад, али се током акта гутања меко непце подиже и тако спречава пролаз садржаја из уста у горњи део ждрела и носну дупљу.
Састављено је из слузокожног, подслузокожног, фиброзног и мишићног слоја.
Слузокожа доње стране непца садржи плочасто-слојевити епител, док је на горњој страни састављена из цилиндричног епитела са трепљама. Подслузокожни слој образују везивно ткиво и мале непчане пљувачне жлезде.
Фиброзни слој, који није присутан код тврдог непца, образују тетивна влакна мишића затезача меког непца. Ова непчана апонеуроза се напред спаја са тврдим непцем а позади се постепено истањује и ишчезава.
Мишићни слој гради пет парних мишића: мишић подизач меког непца, мишић затезач меког непца, мишић ресице, непчано-језични и непчано-ждрелни мишић.
Артерије меког непца потичу из малих непчаних артерија и силазне непчане артерије. Вене се уливају у птеригоидни сплет и вене језика и слузнице носне дупље. Моторни живци потичу из ждрелног сплета и доњовиличног нерва, док су сензитивне гране мали непчани живци који инервишу пљувачне злезде.